# Неофіційна шахова олімпіада 1936
Шахова олімпіада 1936 — шахова олімпіада, що відбулася 17 серпня — 1 вересня 1936 року в Мюнхені одразу після закінчення Літніх Олімпійських ігор 1936. Не ввійшла до числа офіційних олімпіад, оскільки була проведена не під егідою ФІДЕ, бо Німеччина після приходу до влади нацистів вийшла з цієї організації. Отримала назву «Екстра-Олімпіада» чи «Олімпіада-гігант», бо в кожній збірній було аж 8 основних гравців і 2 запасних. Змагання зібрало рекордну для тодішніх шахових олімпіад кількість команд — 21.

## Проведення
Конгрес ФІДЕ 1935 року постановив, що олімпіада не матиме патронату ФІДЕ, але дозволив кожній країні самостійно вирішувати чи посилати свою команду на турнір.
Не приїхали до Мюнхена команди США (переможець олімпіад 1931, 1933 і 1935) та Англії, що проігнорували змагання й послали своїх провідних шахістів на дуже сильний міжнародний турнір у Ноттінгемі (Англія), що відбувався також влітку 1936. Цей турнір вплинув на співвідношення сил у потенційних лідерів, адже на олімпіаді не виступили ключові гравці своїх команд: Ксавери Тартаковер (Польща), Юхим Боголюбов (Німеччина), Мілан Відмар (Югославія) і Сало Флор (Чехословаччина). Це було на руку команді Угорщини, що привезла на олімпіаду найсильніший склад.
З перших турів за медалі боролося тріо Німеччина, Польща й Угорщина, за якими йшли Чехословаччина та Югославія. Після 16-го туру Угорщина вийшла на перше місце й зберегла його до кінця. Польща на півтора очка випередила господарів, а Югославія та Чехословаччина замкнули «велику п'ятірку», котра значно переважала інші команди.
Сенсацією стало 6-е місце Латвії, натомість від Австрії (7-е місце) та Швеції (8-е) очікували дещо кращого результату.
Кілька несподіванок протягом турніру зробила Норвегія, що перемогла Польщу та зіграла внічию з Югославією.
Провалила олімпіаду збірна Франції (її лідер Александр Алехін грав у Ноттінгемі), що посіла передостаннє, 20-е місце.

## Турнірна таблиця
- М — місце в підсумковій турнірній таблиці
- Очки — сума набраних очок усіма шахістами (1 за перемогу шахіста, ½ за нічию, 0 — за поразку);
- КО — неофіційні командні очки (КПер — перемога команди, КН — нічия, КПор —поразка), набрані всією командою (2 за перемогу команди, 1 — нічия, 0 — поразка).

| М  | Країна         | 1  | 2  | 3  | 4  | 5  | 6  | 7  | 8  | 9  | 10 | 11 | 12 | 13 | 14 | 15 | 16 | 17 | 18 | 19 | 20 | 21 | Очки | КО | КПер | КН | КПор |
| -- | -------------- | -- | -- | -- | -- | -- | -- | -- | -- | -- | -- | -- | -- | -- | -- | -- | -- | -- | -- | -- | -- | -- | ---- | -- | ---- | -- | ---- |
| 1  | Угорщина       | ×  | 5  | 4½ | 5  | 5½ | 5½ | 4½ | 4½ | 5½ | 5  | 5  | 6½ | 5½ | 5½ | 4½ | 6½ | 6  | 5  | 6½ | 7  | 7½ | 110½ | 40 | 20   | 0  | 0    |
| 2  | Польща         | 3  | ×  | 4½ | 4½ | 5  | 3½ | 4  | 5½ | 5  | 4½ | 7  | 5½ | 6  | 6  | 3½ | 6½ | 5½ | 6½ | 6½ | 7½ | 8  | 108  | 33 | 16   | 1  | 3    |
| 3  | Німеччина      | 3½ | 3½ | ×  | 4  | 4  | 6½ | 5½ | 4½ | 5  | 6  | 4½ | 4½ | 5½ | 4½ | 6½ | 6½ | 7  | 6  | 5½ | 7  | 6½ | 106½ | 34 | 16   | 2  | 2    |
| 4  | Югославія      | 3  | 3½ | 4  | ×  | 3  | 6  | 4½ | 5½ | 5½ | 4  | 4½ | 5½ | 5½ | 6½ | 4  | 6  | 7  | 5  | 7½ | 7  | 7  | 104½ | 31 | 14   | 3  | 3    |
| 5  | Чехословаччина | 2½ | 3  | 4  | 5  | ×  | 2½ | 7  | 4  | 5  | 4  | 4  | 6  | 6½ | 6  | 6½ | 5  | 6  | 6½ | 6  | 6½ | 8  | 104  | 28 | 12   | 4  | 4    |
| 6  | Латвія         | 2½ | 4½ | 1½ | 2  | 5½ | ×  | 3½ | 4½ | 5  | 6  | 4  | 5  | 6½ | 7  | 6½ | 5½ | 5½ | 4  | 5½ | 5  | 7  | 96½  | 30 | 14   | 2  | 4    |
| 7  | Австрія        | 3½ | 4  | 2½ | 3½ | 1  | 4½ | ×  | 4½ | 5  | 4  | 5½ | 4  | 5½ | 4½ | 5½ | 7  | 5½ | 7  | 5½ | 6½ | 6  | 95   | 29 | 13   | 3  | 4    |
| 8  | Швеція         | 3½ | 2½ | 3½ | 2½ | 4  | 3½ | 3½ | ×  | 5½ | 4½ | 4  | 4  | 5  | 6½ | 4½ | 6  | 5½ | 6½ | 6  | 6½ | 6½ | 94   | 25 | 11   | 3  | 6    |
| 9  | Данія          | 2½ | 3  | 3  | 2½ | 3  | 3  | 3  | 2½ | ×  | 4½ | 6½ | 7  | 5½ | 4½ | 5  | 5  | 5½ | 7  | 5  | 6½ | 7  | 91½  | 24 | 12   | 0  | 8    |
| 10 | Естонія        | 3  | 3½ | 2  | 4  | 4  | 2  | 4  | 3½ | 3½ | ×  | 3½ | 4  | 5½ | 4½ | 6½ | 6½ | 6  | 6  | 6½ | 5½ | 6  | 90   | 22 | 9    | 4  | 7    |
| 11 | Литва          | 3  | 1  | 3½ | 3½ | 4  | 4  | 2½ | 4  | 1½ | 4½ | ×  | 3½ | 3  | 4  | 4½ | 5½ | 3  | 6  | 4½ | 5½ | 6½ | 77½  | 18 | 7    | 4  | 9    |
| 12 | Фінляндія      | 1½ | 2½ | 3½ | 2½ | 2  | 3  | 4  | 4  | 1  | 4  | 4½ | ×  | 3½ | 4  | 4  | 4  | 5½ | 4½ | 5½ | 6  | 5½ | 75   | 18 | 6    | 6  | 8    |
| 13 | Нідерланди     | 2½ | 2  | 2½ | 2½ | 1½ | 1½ | 2½ | 3  | 2½ | 2½ | 5  | 4½ | ×  | 5  | 5½ | 4½ | 5  | 4½ | 4½ | 5  | 5  | 71½  | 20 | 10   | 0  | 10   |
| 14 | Румунія        | 2½ | 2  | 3½ | 1½ | 2  | 1  | 3½ | 2  | 3½ | 3½ | 4  | 4  | 3  | ×  | 5½ | 3½ | 4  | 4  | 4½ | 6  | 5  | 68   | 12 | 4    | 4  | 12   |
| 15 | Норвегія       | 3½ | 4½ | 1½ | 4  | 1½ | 1½ | 2½ | 3½ | 3  | 1½ | 3½ | 4  | 2½ | 2½ | ×  | 3½ | 3½ | 3½ | 2½ | 7  | 5  | 64½  | 8  | 3    | 2  | 15   |
| 16 | Бразилія       | 1½ | 1½ | 1½ | 2  | 3  | 2½ | 1  | 2  | 3  | 1½ | 2½ | 4  | 3½ | 4½ | 4½ | ×  | 4  | 5½ | 5  | 6  | 4  | 63   | 13 | 5    | 3  | 12   |
| 17 | Швейцарія      | 2  | 2½ | 1  | 1  | 2  | 2½ | 2½ | 2½ | 2½ | 2  | 5  | 2½ | 3  | 4  | 4½ | 4  | ×  | 5  | 3  | 5  | 5  | 61½  | 10 | 4    | 2  | 14   |
| 18 | Італія         | 3  | 1½ | 2  | 3  | 1½ | 4  | 1  | 1½ | 1  | 2  | 2  | 3½ | 3½ | 4  | 4½ | 2½ | 3  | ×  | 6  | 4  | 5½ | 59   | 9  | 3    | 3  | 14   |
| 19 | Ісландія       | 1½ | 1½ | 2½ | ½  | 2  | 2½ | 2½ | 2  | 3  | 1½ | 3½ | 2½ | 3½ | 3½ | 5½ | 3  | 5  | 2  | ×  | 4½ | 5  | 57½  | 8  | 4    | 0  | 16   |
| 20 | Франція        | 1  | ½  | 1  | 1  | 1½ | 3  | 1½ | 1½ | 1½ | 2½ | 2½ | 2  | 3  | 2  | 1  | 2  | 3  | 4  | 3½ | ×  | 5½ | 43½  | 3  | 1    | 1  | 18   |
| 21 | Болгарія       | ½  | 0  | 1½ | 1  | 0  | 1  | 2  | 1½ | 1  | 2  | 1½ | 2½ | 3  | 3  | 3  | 4  | 3  | 2½ | 3  | 2½ | ×  | 38½  | 1  | 0    | 1  | 20   |

## Індивідуальні результати
Абсолютно найкращий результат показав угорець Ласло Сабо (5-а дошка) — 86,8%, другим став югослав Борислав Костіч (6-а дошка) — 84,2%, а третіми були поляк Мечислав Найдорф (2-а шахівниця) і югослав Озрен Недельковіч (2-а запасна шахівниця) — по 80,0%.
Без поразок закінчили олімпіаду 7 шахістів: Ласло Сабо, Корнел Хаваші, Арпад Вайда (усі — Угорщина), Герберт Гайніке (Німеччина), Еріх Елісказес (Австрія), Озрен Недельковіч (Югославія) і львів'янин Генрик Фрідман (Польща).
Перша шахівниця
| Місце | Ім'я             | Країна    | Очки | Ігри | %    |
| ----- | ---------------- | --------- | ---- | ---- | ---- |
| 1     | Пауль Керес      | Естонія   | 15½  | 20   | 77,5 |
| 2     | Вася Пірц        | Югославія | 12   | 17   | 70,6 |
| 3     | Ґідеон Штальберґ | Швеція    | 11½  | 17   | 67,6 |

Друга шахівниця
| Місце | Ім'я             | Країна   | Очки | Ігри | %    |
| ----- | ---------------- | -------- | ---- | ---- | ---- |
| 1     | Мечислав Найдорф | Польща   | 16   | 20   | 80,0 |
| 2     | Лайош Штейнер    | Угорщина | 15½  | 20   | 77,5 |
| 3     | Альберт Беккер   | Австрія  | 13½  | 18   | 75,0 |

Третя шахівниця
| Місце | Ім'я           | Країна         | Очки | Ігри | %    |
| ----- | -------------- | -------------- | ---- | ---- | ---- |
| 1     | Бйорн Нільсен  | Данія          | 11½  | 15   | 76,7 |
| 2     | Мовсас Фейґінс | Латвія         | 14½  | 19   | 76,3 |
| 3     | Еміл Ціннер    | Чехословаччина | 14½  | 20   | 72,5 |

Четверта шахівниця
| Місце | Ім'я              | Країна         | Очки | Ігри | %    |
| ----- | ----------------- | -------------- | ---- | ---- | ---- |
| 1     | Карел Громадка    | Чехословаччина | 14   | 20   | 70,0 |
| 2-3   | Йоста Даніельссон | Швеція         | 13½  | 20   | 67,5 |
| 2-3   | Маркас Луцкіс     | Литва          | 13½  | 20   | 67,5 |

П'ята шахівниця
| Місце | Ім'я             | Країна    | Очки | Ігри | %    |
| ----- | ---------------- | --------- | ---- | ---- | ---- |
| 1     | Ласло Сабо       | Угорщина  | 16½  | 19   | 86,8 |
| 2     | Генрик Фрідман   | Польща    | 15½  | 20   | 77,5 |
| 3     | Людвіґ Релльштаб | Німеччина | 12   | 17   | 70,6 |

Шоста шахівниця
| Місце | Ім'я            | Країна    | Очки | Ігри | %    |
| ----- | --------------- | --------- | ---- | ---- | ---- |
| 1     | Борислав Костіч | Югославія | 16   | 19   | 84,2 |
| 2     | Леон Кремер     | Польща    | 15   | 20   | 75,0 |
| 3     | Фелікс Віллард  | Естонія   | 13   | 19   | 68,4 |

Сьома шахівниця
| Місце | Ім'я                | Країна    | Очки | Ігри | %    |
| ----- | ------------------- | --------- | ---- | ---- | ---- |
| 1     | Людвіґ Редль        | Німеччина | 11   | 16   | 68,8 |
| 2     | Альфред Крістіансен | Данія     | 13   | 19   | 68,4 |
| 3     | Генрик Погорєлий    | Польща    | 13½  | 20   | 67,5 |

Восьма шахівниця
| Місце | Ім'я            | Країна    | Очки | Ігри | %    |
| ----- | --------------- | --------- | ---- | ---- | ---- |
| 1     | Вольфґанґ Вайль | Австрія   | 12½  | 17   | 73,5 |
| 2     | Герберт Гайніке | Німеччина | 13   | 18   | 72,2 |
| 3     | Карліс Озолс    | Естонія   | 10½  | 15   | 70,0 |

Перша запасна шахівниця
| Місце | Ім'я            | Країна         | Очки | Ігри | %    |
| ----- | --------------- | -------------- | ---- | ---- | ---- |
| 1     | Франтішек Зіта  | Чехословаччина | 7½   | 11   | 68,2 |
| 2     | Вільгельм Ернст | Німеччина      | 9½   | 14   | 67,9 |
| 3     | Янош Балоґ      | Угорщина       | 8½   | 13   | 65,4 |

Друга запасна шахівниця
| Місце | Ім'я              | Країна    | Очки | Ігри | %    |
| ----- | ----------------- | --------- | ---- | ---- | ---- |
| 1     | Озрен Неделькович | Югославія | 8    | 10   | 80,0 |
| 2     | Пауль Міхель      | Німеччина | 9½   | 12   | 79,2 |
| 3     | Бертіль Сундберґ  | Швеція    | 10½  | 15   | 70,0 |